# Médecine translationnelle
La notion de Médecine translationnelle (ou médecine traductionnelle) est une discipline scientifique émergente qui applique au domaine médical les principes de la science translationnelle et de la « recherche translationnelle » (lesquels visent à traduire en applications concrètes (sciences appliquées) les théories scientifiques et les découvertes de laboratoire afin de réduire le nombre des besoins médicaux et pharmaceutiques encore insatisfaits),. Initiée en France dans les années 1960 par le cancérologue Georges Mathé [réf. nécessaire], elle s'appuie aussi sur l'épidémiologie interventionnelle.
Elle décrit dans les services de santé publique ou individuelle les démarches visant à combler le fossé existant entre la science médicale fondamentale et la pratique médicale clinique réelle. Dans le domaine pharmaceutique, il s'agit de faire le pont entre les découvertes théoriques et la production effective de médicaments, en s'appuyant éventuellement sur la pharmacie virtuelle, c'est-à-dire une banque de médicaments créés ou rassemblés de manière collaborative, transparente et selon les principes de l'open source, par exemple pour le traitement de maladies tropicales ou de maladies rares jugées  non rentables par l'industrie pharmaceutique.
La médecine translationnelle a donc une composante prospective forte. En France, c'est l'un des quatre thèmes prioritaires retenus par le Pôle de compétitivité Medicen Paris Region. 

## Domaines de progrès
Ils sont nombreux et concernent par exemple la prévention médicale et le dépistage, la médecine scolaire et du travail, la biogénomique, la nanomédecine, les neurosciences, l'instrumentation médicale, les robots médicaux, les moyens de diagnostic, l'imagerie médicale, la toxicologie et l'écotoxicologie ou encore l'épidémiologie et l'écoépidémiologie,  
Il s'agit aussi de mieux prévoir et atténuer les effets indésirables des médicaments et de certains actes médicaux et d'améliorer les soins palliatifs et l'accompagnement humain, social et psychologique des malades ou des mourants (prévention quaternaire), etc.

## Conditions de réussite
La médecine translationnelle exige :
- une transdisciplinarité ;
- des systèmes d'information et d'échanges d'informations, qui peuvent être favorisés et accélérés par l'Open data comme démontré dans le domaine de la génétique, qui devraient permettre le développement d'une médecine personnalisée ;
- des ponts constants entre les sciences dures et théoriques et les praticiens, voire les malades et certaines communautés de malades, afin que leurs besoins réels et ressentis soient mieux cernés et pris en compte.

## Enjeux et atouts
L'enjeu de cette médecine est d'améliorer la qualité des essais cliniques, puis des services de santé en traitant mieux un plus grand nombre de maladies, y compris pour des maladies dites « négligées » (car économiquement non rentables pour l'industrie pharmaceutique). 
Elle est souvent aussi présentée comme un moyen de développer l'économie dans le secteur médical et paramédical.

## Risques et limites
- Un risque serait de trop favoriser la « recherche exploratoire » à visées pragmatiques et d'efficience économique, au détriment du bien-être du patient et de la recherche fondamentale dont l'Histoire a montré qu'elle sait produire des découvertes inattendues et majeures.

- Un autre risque serait d'outrepasser les limites que la société souhaite se fixer en termes de bioéthique et d'éthique médicale, ce pourquoi des règles claires et une certaine transparence sont nécessaires, ainsi que le passage par la « preuve de concept » et des études toxicologiques ou écotoxicologiques adaptées et poussées.

- Une limite est qu'en raison de la pression de publication (« publish or perish ») notamment, un grand nombre de publications initiales sont biaisées et en réalité non-reproductibles[4],[5]. À titre d'exemple : en cancérologie des lignées cellulaires très utilisées par les chercheurs se sont récemment révélées être contaminées (ainsi, une lignée cellulaire dite « de cancer du sein » utilisée dans plus de 1000 études publiées était en fait une lignée de cellules de mélanome. Or un article moyen de recherche biomédicale est cité de 10 à 20 fois en 5 ans, et on pense maintenant qu'un tiers de toutes les lignées cellulaires utilisées dans la recherche étaient en fait contaminées. 10 000 articles publiés citeraient donc chaque année un travail biaisé, basé sur des lignées cellulaires de cancer contaminées. « Des métastases se propagent dans la littérature sur le cancer » en conclut métaphoriquement Sarewitz[6], qui ajoute qu'un phénomène similaire touche d'autres domaines de recherche : des problèmes « pervasifs » de mauvaise qualité ont été démontrés dans des groupes d'études (ex : études de maladies neurologiques sur les rongeurs, études sur les biomarqueurs du cancer et d'autres maladies, études de psychologie expérimentale, avec des biais initiaux qui ont là aussi "contaminé" une arborescence de milliers d'articles scientifiques). 
Concernant les médicaments, le taux de réussite des essais en phase II a chuté de 28 à 18 % en quelques années[7], souvent en raison d'un manque de qualité des études de phase 1 ou des données sur lesquelles ces études se sont basées.

## Publications
De nombreuses publications existent dans ce domaine, et notamment grâce à des revues à comité de lecture dédiées au sujet : 
- Science Translational Medicine, créée en octobre 2009 par l'American Association for the Advancement of Science[8].
- Journal of Translational Medicine [9]
- Translational Medicine [10]